# Min Chunfeng
Min Chunfeng, född den 17 mars 1969, är en kinesisk före detta friidrottare som tävlade i diskuskastning.
Mins främsta merit är att hon blev bronsmedaljör vid VM 1993 i Stuttgart. Hon blev sexa vid VM 1991 och elva vid Olympiska sommarspelen 1992 i Barcelona.
Vid asiatiska mästerskapen 1991 vann hon guld i diskus och silver i kulstötning.

## Personliga rekord
- Diskuskastning - 65,56
- Kulstötning - 16,40